# Europaschutzgebiete Nordöstliche Randalpen
Koordinaten: 47° 53′ 0″ N, 15° 59′ 0″ O
Unter dem offiziellen Namen Europaschutzgebiete Nordöstliche Randalpen: Hohe Wand – Schneeberg – Rax und Nordöstliche Randalpen fasst das Land Niederösterreich die Natura-2000-Gebiete Vogelschutzgebiet Nordöstliche Randalpen (AT1212A00) und FFH-Gebiet Nordöstliche Randalpen: Hohe Wand-Schneeberg-Rax (AT1212000) mit einem gemeinsamen Managementplan zusammen. Das FFH-Gebiet ist mit 64.090 ha das größte Schutzgebiet in Niederösterreich, das Vogelschutzgebiet liegt zu drei Vierteln innerhalb des FFH-Gebiets und ist zudem mit insgesamt 5.440 ha auch bedeutend kleiner. Zusammen weisen die beiden Europaschutzgebiete eine Fläche von 65.240 ha aus. Die Schutzgebiete liegen in der Hauptregion Industrieviertel.

## Lage
Die Schutzgebiete liegen am östlichsten Rand der nördlichen Kalkalpen vor den Flachlandschaften des pannonisch
geprägten Wiener Beckens. Die beiden Gebiete berühren folgende Gemeinden:
| Bezirk               | Gemeinden                    | FFH-Gebiet | Vogelschutzgebiet | Weitere Schutzgebiete und Anmerkungen                 |
| -------------------- | ---------------------------- | ---------- | ----------------- | ----------------------------------------------------- |
| Baden                | Altenmarkt an der Triesting  | X          |                   |                                                       |
| Baden                | Berndorf                     | X          |                   | LSG Enzesfeld–Lindabrunn–Hernstein                    |
| Baden                | Enzesfeld-Lindabrunn         | X          | X                 | LSG Enzesfeld–Lindabrunn–Hernstein                    |
| Baden                | Furth an der Triesting       | X          |                   | NSG Wieselthaler Steinwand                            |
| Baden                | Hernstein                    | X          |                   | LSG Enzesfeld–Lindabrunn–Hernstein                    |
| Baden                | Leobersdorf                  |            | X                 |                                                       |
| Baden                | Pottenstein                  | X          |                   |                                                       |
| Baden                | Weissenbach an der Triesting | X          |                   |                                                       |
| Lilienfeld           | Hainfeld                     | X          |                   |                                                       |
| Lilienfeld           | Kaumberg                     | X          |                   |                                                       |
| Lilienfeld           | Ramsau                       | X          |                   |                                                       |
| Neunkirchen          | Breitenstein                 | X          |                   | LSG Rax–Schneeberg                                    |
| Neunkirchen          | Buchbach                     | X          |                   |                                                       |
| Neunkirchen          | Bürg-Vöstenhof               | X          |                   |                                                       |
| Neunkirchen          | Gloggnitz                    | X          |                   | LSG Rax–Schneeberg                                    |
| Neunkirchen          | Grünbach am Schneeberg       | X          |                   | LSG Hohe Wand–Dürre Wand                              |
| Neunkirchen          | Höflein an der Hohen Wand    | X          | X                 | NPk Hohe Wand                                         |
| Neunkirchen          | Kirchberg am Wechsel         | X          |                   |                                                       |
| Neunkirchen          | Payerbach                    | X          |                   | LSG Rax–Schneeberg                                    |
| Neunkirchen          | Prigglitz                    | X          |                   | LSG Rax–Schneeberg                                    |
| Neunkirchen          | Puchberg am Schneeberg       | X          |                   | LSG Rax–Schneeberg                                    |
| Neunkirchen          | Raach am Hochgebirge         | X          |                   |                                                       |
| Neunkirchen          | Reichenau an der Rax         | X          |                   | LSG Rax–Schneeberg                                    |
| Neunkirchen          | Schottwien                   | X          |                   | LSG Rax–Schneeberg                                    |
| Neunkirchen          | Schrattenbach                | X          |                   | LSG Johannisbachklamm                                 |
| Neunkirchen          | Schwarzau im Gebirge         | X          |                   | LSG Rax–Schneeberg, NPk/NSG Falkenstein               |
| Neunkirchen          | Semmering                    | X          |                   | LSG Rax–Schneeberg                                    |
| Neunkirchen          | St. Egyden am Steinfeld      | X          | X                 |                                                       |
| Neunkirchen          | Ternitz                      | X          |                   | NPk Sierningtal-Flatzer Wand/LSG Sierningtal          |
| Neunkirchen          | Trattenbach                  | X          |                   |                                                       |
| Neunkirchen          | Willendorf                   | X          | X                 |                                                       |
| Neunkirchen          | Würflach                     | X          | X                 | LSG Johannisbachklamm                                 |
| Wiener Neustadt-Land | Bad Fischau-Brunn            | X          | X                 | NPk Hohe Wand                                         |
| Wiener Neustadt-Land | Gutenstein                   | X          |                   | LSG Rax–Schneeberg                                    |
| Wiener Neustadt-Land | Hohe Wand                    | X          | X                 | NPk Hohe Wand, LSG Hohe Wand–Dürre Wand               |
| Wiener Neustadt-Land | Markt Piesting               | X          | X                 | LSG Hohe Wand–Dürre Wand                              |
| Wiener Neustadt-Land | Matzendorf-Hölles            | X          | X                 |                                                       |
| Wiener Neustadt-Land | Miesenbach                   | X          |                   | LSG Hohe Wand–Dürre Wand                              |
| Wiener Neustadt-Land | Muggendorf                   | X          |                   |                                                       |
| Wiener Neustadt-Land | Pernitz                      | X          |                   |                                                       |
| Wiener Neustadt-Land | Waidmannsfeld                | X          |                   |                                                       |
| Wiener Neustadt-Land | Waldegg                      | X          |                   | LSG Hohe Wand–Dürre Wand, NSG Kalkklippe Oberpiesting |
| Wiener Neustadt-Land | Weikersdorf am Steinfelde    | X          | X                 |                                                       |
| Wiener Neustadt-Land | Winzendorf-Muthmannsdorf     | X          | X                 | LSG Hohe Wand–Dürre Wand                              |
| Wiener Neustadt-Land | Wöllersdorf-Steinabrückl     | X          | X                 | NPk Hohe Wand                                         |

## Grundlage
Rechtliche Grundlage für das Gebiet sind die FFH-Richtlinie der Europäischen Union sowie Verordnungen der Niederösterreichischen Landesregierung. Für die Gebiete wurde ein gemeinsamer Managementplan erstellt.

## Flora, Fauna und Habitate

### Lebensräume

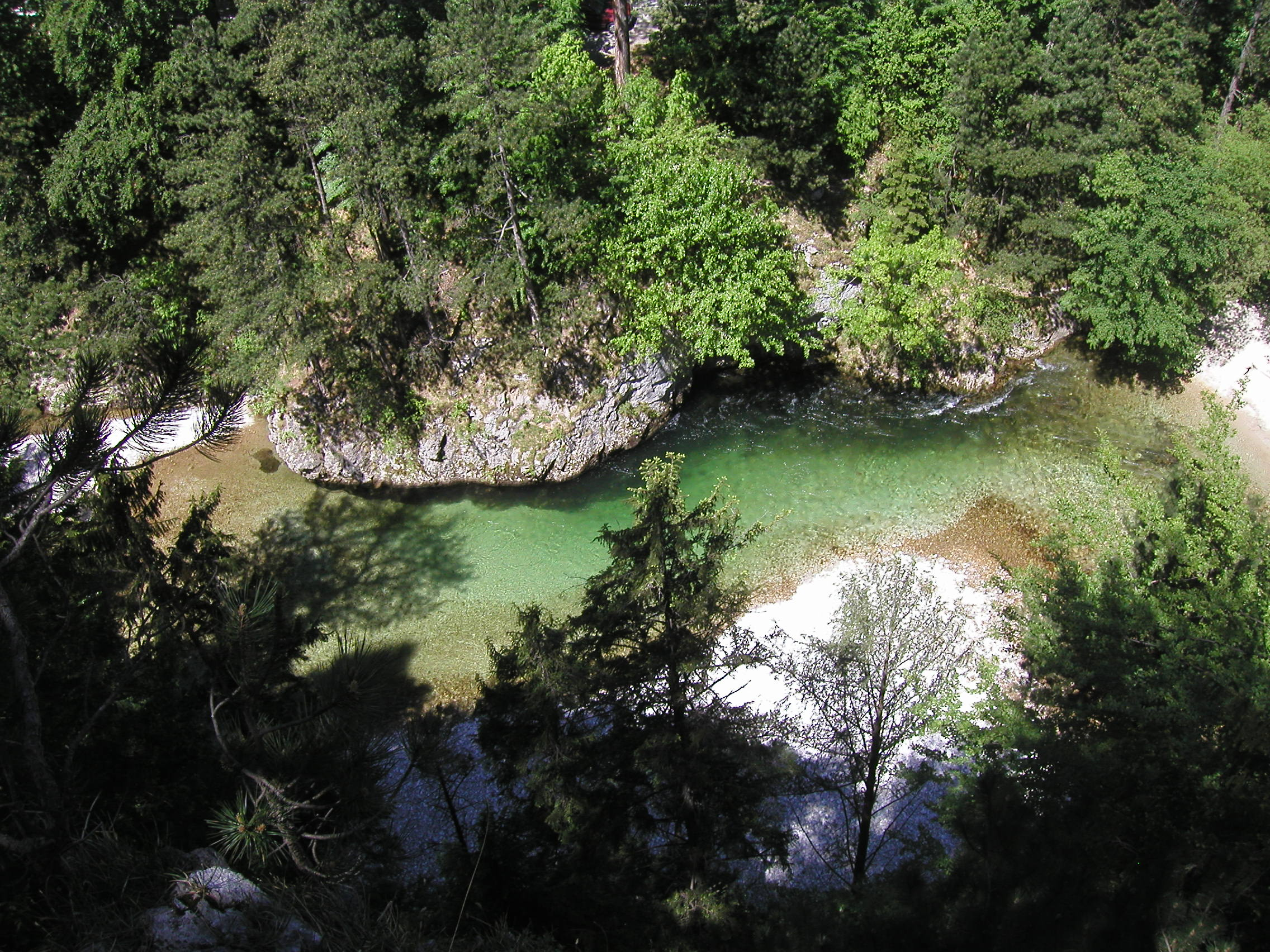
Höllental

Das Schutzgebiet beherbergt aufgrund seiner großen Höhenerstreckung zwischen 280 m und 2070 m ü. A. und der Lage in einer Übergangszone vom atlantisch beeinflussten alpinen zum kontinentalen pannonischen Klima zahlreiche verschiedene Lebensräume für Pflanzen und Tiere.
| Lebenraumtyp                                                 | Natura-2000-Code | Beurteilung (Repräsentativität, relative Fläche und Erhaltungszustand) |
| ------------------------------------------------------------ | ---------------- | ---------------------------------------------------------------------- |
| Schlammfluren                                                | 3130             | signifikant                                                            |
| Armleuchteralgen-Gesellschaften                              | 3140             | signifikant                                                            |
| Alpine Flüsse mit Lavendelweiden-Sanddorn-Ufergebüsch        | 3240             | hervorragend                                                           |
| Fluthahnenfuß-Gesellschaften                                 | 3260             | signifikant                                                            |
| Karbonat-Latschengebüsch*                                    | 4070             | hervorragend                                                           |
| Lückige Kalk-Pionierrasen*                                   | 6110             | hervorragend                                                           |
| Alpine Kalkrasen                                             | 6170             | gut                                                                    |
| Trespen-Schwingel-Kalktrockenrasen                           | 6210             | gut                                                                    |
| Borstgrasrasen*                                              | 6230             | gut                                                                    |
| Osteuropäische Steppen*                                      | 6240             | gut                                                                    |
| Pfeifengraswiesen                                            | 6410             | signifikant                                                            |
| Feuchte Hochstaudenfluren                                    | 6430             | gut                                                                    |
| Glatthaferwiesen                                             | 6510             | gut                                                                    |
| Goldhaferwiesen                                              | 6520             | gut                                                                    |
| Kalktuffquellen*                                             | 7220             | gut                                                                    |
| Kalkreiche Niedermoore                                       | 7230             | gut                                                                    |
| Kalk- und Schieferschutthalden                               | 8120             | gut                                                                    |
| Thermophile Schutthalden der Alpen                           | 8130             | gut                                                                    |
| Natürlicher Kalkfelsen mit Felsspaltenvegetation             | 8210             | gut                                                                    |
| Nicht touristisch erschlossene Höhlen                        | 8310             | signifikant                                                            |
| Hainsimsen-Buchenwälder                                      | 9110             | gut                                                                    |
| Mullbraunerde-Buchenwälder                                   | 9130             | gut                                                                    |
| Subalpiner Buchenwald mit Ahorn                              | 9140             | gut                                                                    |
| Trockenhang-Kalkbuchenwälder                                 | 9150             | gut                                                                    |
| Labkraut-Eichen-Hainbuchenwälder                             | 9170             | gut                                                                    |
| Schlucht- und Hangmischwälder*                               | 9180             | gut                                                                    |
| Erlen-Eschen-Weidenauen*                                     | 91E0             | gut                                                                    |
| Moorwälder*                                                  | 91D0             | gut                                                                    |
| Pannonische Eichen-Hainbuchenwälder*                         | 91G0             | signifikant                                                            |
| Pannonische Flaumeichenwälder*                               | 91H0             | hervorragend                                                           |
| Bodensaure Fichtenwälder                                     | 9410             | gut                                                                    |
| Alpine Wälder mit Lärche und Zirbe                           | 9420             | signifikant                                                            |
| Submediterrane Kiefernwälder mit endemischen Schwarzkiefern* | 9530             | gut                                                                    |

### Tiere und Pflanzen

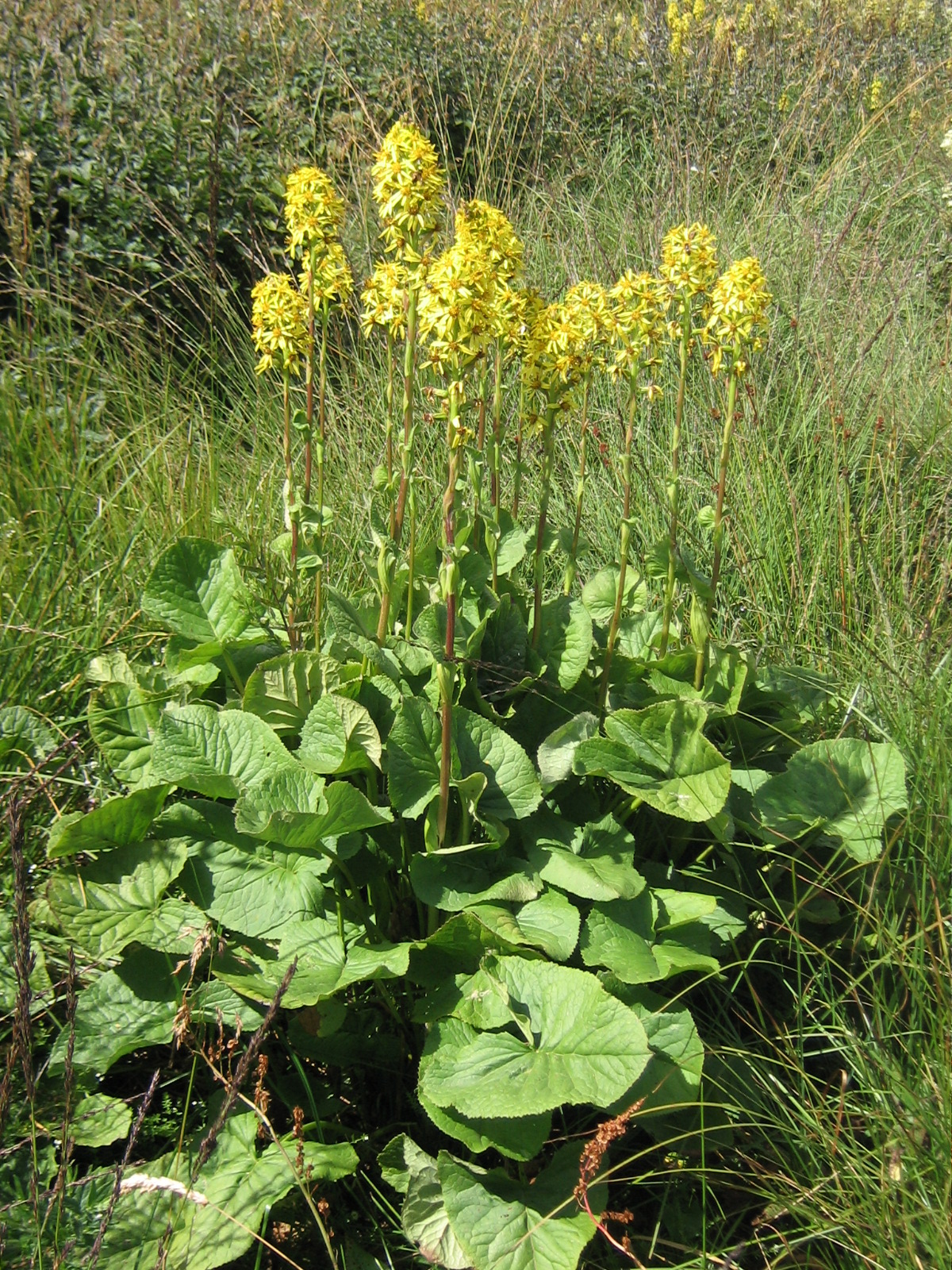
Sibirischer Goldkolben

Die Erhaltung der Fledermausarten, die neben großen Vorkommen in den Wäldern und Siedlungsräumen des Gebietes in der Hermannshöhle ein international bedeutendes Quartier aufweisen, stellt ein Entwicklungsziel des Gebietes dar.
Das Gebiet ist Lebensraum folgender Arten, die in Anhang II der FFH-Richtlinie genannt sind; prioritäre Arten sind mit * gekennzeichnet. Die Beurteilung ist dem Standarddatenbogen entnommen.
| Natura-2000-Code     | Art                           | Beurteilung (Population, Erhaltung und Isolation) |
| -------------------- | ----------------------------- | ------------------------------------------------- |
| WIRBELTIERE          |                               |                                                   |
| Säugetiere           |                               |                                                   |
| 1335                 | Europäisches Ziesel           | gut                                               |
| 1354*                | Braunbär                      | signifikant                                       |
| 1355                 | Fischotter                    | gut                                               |
| Fledermäuse          |                               |                                                   |
| 1303                 | Kleine Hufeisennase           | hervorragend                                      |
| 1304                 | Große Hufeisennase            | gut                                               |
| 1307                 | Kleines Mausohr               | signifikant                                       |
| 1308                 | Mopsfledermaus                | gut                                               |
| 1321                 | Wimperfledermaus              | signifikant                                       |
| 1323                 | Bechsteinfledermaus           | signifikant                                       |
| 1324                 | Großes Mausohr                | gut                                               |
| Amphibien            |                               |                                                   |
| 1167                 | Alpen-Kammmolch               | gut                                               |
| 1193                 | Gelbbauchunke                 | gut                                               |
| Fische und Neunaugen |                               |                                                   |
| 1149                 | Steinbeißer                   | signifikant                                       |
| 1163                 | Koppe                         | gut                                               |
| WIRBELLOSE           |                               |                                                   |
| Käfer                |                               |                                                   |
| 1084*                | Eremit                        | gut                                               |
| 1085                 | Goldstreifiger Prachtkäfer    | signifikant                                       |
| 1087*                | Alpenbock                     | gut                                               |
| Schmetterlinge       |                               |                                                   |
| 1060                 | Großer Feuerfalter            | signifikant                                       |
| 1074                 | Hecken-Wollafter              | signifikant                                       |
| 1078*                | Russischer Bär                | gut                                               |
| Schnecken            |                               |                                                   |
| 1014                 | Schmale Windelschnecke        | signifikant                                       |
| 1915*                | Österreichische Heideschnecke | gut                                               |
| PFLANZEN             |                               |                                                   |
| 1758                 | Sibirischer Goldkolben        | hervorragend                                      |
| 1902                 | Gelber Frauenschuh            | hervorragend                                      |

### Arten im Vogelschutzgebiet
Signifikante Vogelarten des Anhangs I der Vogelschutzrichtlinie im Vogelschutzgebiet sind:
| Natura-2000-Code | Art           | Beurteilung |
| ---------------- | ------------- | ----------- |
| A072             | Wespenbussard | signifikant |
| A122             | Wachtelkönig  | signifikant |
| A215             | Uhu           | signifikant |
| A224             | Ziegenmelker  | signifikant |
| A234             | Grauspecht    | signifikant |
| A236             | Schwarzspecht | signifikant |
| A246             | Heidelerche   | signifikant |
| A338             | Neuntöter     | signifikant |
| A429             | Blutspecht    | signifikant |

## Erhaltungsziele
Im Managementplan sind wichtige Erhaltungsziele der Schutzgebiete definiert. Ziele sind die Erhaltung bzw. Wiederherstellung eines ausreichenden Ausmaßes der für das Schutzgebiet charakteristischen Lebensräume. Darunter fallen Waldbestände mit einer naturnahen bzw. natürlichen
Alterszusammensetzung, Primärstandorte des Waldtyps Mediterrane Kiefernwälder und naturnahe Übergänge von Wald- zu Offenlandflächen entlang der Thermenlinie. Innerhalb der landwirtschaftlich genutzten Flächen werden die offene Weingartenkulturlandschaft, strukturreiche bewirtschaftete Weinbaugebiete und extensiv genutzten Grünlandflächen berücksichtigt. Weitere zu erhaltende Offenlandflächen sind Feucht- und Tal-Fettwiesen und Magerwiesen und -weiden (Halbtrockenrasen). Für das Gebiet charakteristische Karstgebilde werden in Form der störungsfreien Naturhöhlen und zumindest während der Brutzeit störungsfreien Felsformationen gefördert. Weitere Erhaltungsziele gelten natürlichen, unbeeinflussten alpinen Lebensräumen und naturnahen Gewässern.